# Śląska Partia Ludowa
Śląska Partia Ludowa – organizacja działająca w Austro-Węgrzech (od 1909), a następnie Czechosłowacji w latach 1921–1938, skupiająca w swych szeregach osoby identyfikujące się z ideą odrębnego narodu śląskiego; w polskiej, niemieckiej i czeskiej literaturze naukowej zaliczana jest w poczet tzw. ruchów ślązakowskich (Šlonzacke hnuti, Schlonsakenbewegung) lub śląskich ruchów separatystycznych. Jej członkowie nazywani byli Ślązakowcami.

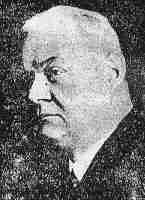
Józef Kożdoń

## Geneza
Została założona w Skoczowie latem 1908 roku przez kierownika tutejszej, utrakwistycznej szkoły ludowej na Kępie Józefa Kożdonia. W momencie rejestracji 7 lutego 1909 roku liczyła ok. 2000 członków, skupionych w 30 grupach terenowych na terenie powiatów bielskiego, cieszyńskiego i frysztackiego. Struktury we frydeckim powstały nieco później. Jej zwolennicy rekrutowali się przede wszystkim z ewangelickiej części (1/4 ogółu) mieszkańców Śląska Cieszyńskiego. Dlatego najliczniejsze struktury Śląskiej Partii Ludowej działały w powiatach bielskim i cieszyńskim, zamieszkanych przez liczną społeczność protestancką. Natomiast w zdecydowanie katolickich powiatach frysztackim i frydeckim, były słabe (zwłaszcza we frysztackim, gdzie osiadło gros spośród 60 000 polskich imigrantów przybyłych na Śląsk Cieszyński z Galicji). Ówcześnie najsilniejsze grupy terenowe ugrupowania Józefa Kożdonia, według danych z roku 1913 działały w Skoczowie – 214 członków i Cieszynie – 210 członków. Czołowymi działaczami Śląskiej Partii Ludowej byli wówczas: Franciszek Golyschny rodem z Mnicha koło Chybia – dyrektor żeńskiej szkoły w Skoczowie, Józef Cichy – właściciel pieców wapiennych w Goleszowie, naczelnik grupy terenowej ŚPL w Cieszynie, Paweł Mienciel rodem z Kamienicy koło Bielska – nauczyciel polskiej szkoły ludowej w Międzyświeciu koło Skoczowa. Nowe ugrupowanie postawiło sobie za cel ukierunkowanie narodowego indyferentyzmu Ślązaków na rozbudzenie śląskiej tożsamości narodowej, połączonej z integracją ludności słowiańskiej i germańskiej. Poza tym elementem program polityczny Śląskiej Partii Ludowej był zbieżny z programem niemiecko-austriackich liberałów (DFP), dlatego nie przystąpili do niej śląscy klerykałowie, jak Sztwiertnia, czy Halfar, startujący we wcześniejszych wyborach przeciwko polskim narodowcom. Czołowymi działaczami tego ugrupowania stali się natomiast inni kandydaci na śląskich posłów: Paweł Wania – rolnik ze Skoczowa, Jan Chlebus – rolnik z Górnego Żukowa i Edward Quasnitza – właściciel gruntu w Wierzbicach koło Ostrawy.
W swoich działaniach Ślązakowcy mocno akcentowali odrębność narodową Ślązaków od Polaków, przywiązanie do swej śląskiej ojczyzny oraz pragnęli rozwijania kultury regionalnej. ŚPL nie prezentowało poglądów nowych – były one obecne w Księstwie Cieszyńskim od czasów Wiosny Ludów, jednak po raz pierwszy taka opcja zorganizowała się w siłę polityczną. Wcześniej były to organizacje ponadpartyjne, jak utworzony w roku 1848, przez posłów austriackiej Rady Państwa – Franza Heina i Hansa Kudlicha oraz przyszłego cieszyńskiego burmistrza Jana Demela, Związek Ślązaków Austriackich, wspólnoty nieformalne, jak środowisko tygodnika „Nowy Czas”, wydawanego przez pastora Teodora Haasego oraz doraźne byty polityczne, powoływane na czas kampanii wyborczych, jak połączone stronnictwa postępowe, komitet wyborczy gmin wiejskich i Śląskie Stronnictwo Agrariuszy. „Ruch ślązakowski” (czes: „Šlonzacké/Šlonzakovské hnutí”) rozprzestrzenił się w latach 90. XIX stulecia, skupiając ludność słowiańską, która nie chciała głosować za Polakami lub Czechami i opowiadała się za przynależnością do odrębnego narodu śląskiego, osiągając znaczny rozmach przede wszystkim w okolicach powiatów sądowych skoczowskiego, strumieńskiego oraz frydeckiego.

## Działalność w Austrii

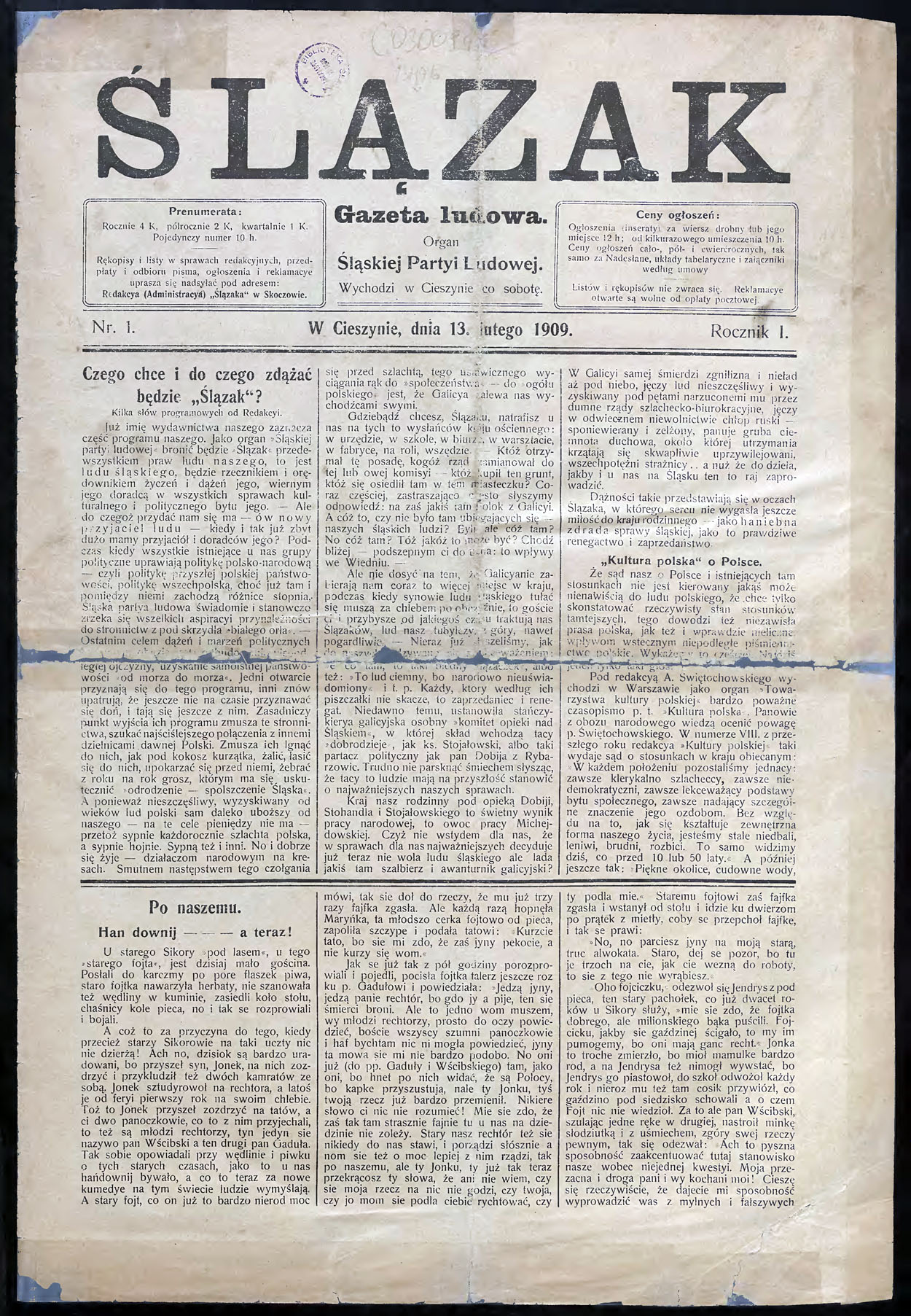
Pierwszy numer Ślązaka, 13 lutego 1909

Śląska Partia Ludowa opowiadała się za utrakwistycznym szkolnictwem polsko-niemieckim, a jednak polscy narodowcy częstokroć zarzucali jej dążenia germanizacyjne. Faktem jest, że Śląska Partia Ludowa opowiadała się za wprowadzeniem języka niemieckiego w polskich szkołach ludowych np. w Górkach Wielkich, lecz równocześnie postulowała wprowadzenie języka polskiego w niemieckich szkołach realnych i gimnazjalnych np. w Cieszynie. Potwierdzają to zarówno prace prof. Piotra Dobrowolskiego, jak również wspomnienia Józefa Kożdonia. Gdy lider ŚPL – poseł Józef Kożdoń na forum Śląskiego Sejmu Krajowego powtórnie zawnioskował wprowadzenie języka polskiego w szkole realnej w Cieszynie, sprzeciwili się temu zarówno lider polskich narodowców (PSN) Jan Michejda, jak również jeden z wszechniemców (DNP) – Walter Kudlich – burmistrz Opawy. Michejda poparł swój sprzeciw argumentem, że wskutek utrakwizacji niemieckiej szkoły realnej, polskie szkoły średnie stałyby się zbyteczne. Poseł ŚPL nie mógł – nad czym ubolewał – wnioskować wprowadzenia języka polskiego w cieszyńskim gimnazjum, gdyż gimnazja nie podlegały śląskim władzom krajowym, a austriackim władzom państwowym (z wnioskiem mógł więc wystąpić jedynie poseł Rady Państwa). Jak pisze Piotr Dobrowolski (politolog) – „kiedy Kożdoń domagał się wprowadzenia do szkół realnych i gimnazjalnych języka polskiego, to czynił to nie z sympatii do polskości […] W ten sposób chciano ustrzec Cieszyńskie przed napływem urzędników z Galicji”. Przywódca ŚPL wypominał polskim narodowcom, że sami znają biegle język niemiecki, dzięki czemu mają zapewnione lukratywne posady oraz uczą własne dzieci tego języka, krytykując ich jednocześnie za blokowanie utrakwizacji polskich szkół ludowych i dążenie do zmiany szkół utrakwistycznych w polskie, co odbierało dzieciom śląskich chłopów możliwość nauki niemieckiego, a tym samym szansę społecznego awansu. Dobitnie podkreślił to słowami: „Partia wszechpolska tylko chce, żeby dziecko biednego chłopa, pod ławką zrodzone, zawsze pod ławką zostało”, co polscy narodowcy skomentowali tekstem „Kożdoń znieważa chłopów”. Podczas debaty narodowościowej 1910 na forum śląskiego Sejmu Krajowego w Opawie lider polskiego Stronnictwa Narodowego – Jan Michejda, odpierając zarzuty stwierdził: „Na wschodnim Śląsku istnieją trzy stronnictwa: niemieckie, narodowo-polskie i stronnictwo Ślązaków, a przeciwko temu ostatniemu stronnictwu występować musimy […] My nie jesteśmy Wszechpolakami […] My się chcemy uczyć języka niemieckiego”. Ówczesna śląska prasa skomentowała to następująco „Jeżeli dr Michejda twierdzi, że Polacy chcą się uczyć języka niemieckiego, to w takim razie przemawia w sensie partii Ślązaków i przyznaje, że zdrowy umysł ludu śląskiego uznaje nieodzowną potrzebę uczenia się języka niemieckiego. Atoli ze słowami dr Michejdy stoi w sprzeczności propaganda narodowców polskich i nauczycieli narodowo-polskich, chcących ze szkół ludowych wyrugować naukę języka niemieckiego. […] Ostatecznie powtarzamy te nasze przekonanie, że na Śląsku nie ma germanizacji, że tu na porządku dziennym jest czechizacja i polonizacja. […] A że powstała Śląska Partia Ludowa, z tego faktu powinni się cieszyć wszyscy przyjaciele postępu i dobrobytu Kraju Śląskiego, bo o tym nikt wątpić nie może, że póki Śląsk jest Śląskiem, dopóty też będzie krainą kultury i rozwoju”.
W polskiej literaturze historycznej wskazuje się, że „Ślązakowcy” korzystali z narzucanego mieszkańcom Śląska Cieszyńskiego przekonania o walorach politycznych i moralnych Austrii, jej cesarza i za fundament swego programu politycznego przyjmowali związanie się na trwałe z monarchią Habsburgów. Powołując się na te fakty, polska historiografia odmawia ŚPL miana śląskiego ruchu narodowego. Z taką opinią nie zgadzają się niektórzy śląscy badacze i publicyści. Powołują się przy tym na Józefa Chlebowczyka, który w podobnym tonie wypowiadał się zarówno o Śląskiej Partii Ludowej, jak o ówczesnych ruchach politycznych Chorwatów, Słoweńców i Ukraińców, nie odmawiając jednak wszystkim pozostałym miana ruchu narodowego. Jednocześnie Chlebowczyk w jednej ze swoich wczesnych prac – opierając się na opiniach działacza Polskiego Stronnictwa Narodowego – Władysława Zabawskiego, wydawcy polskiej prasy – przedstawił pogląd, że „ślązakowcy” w praktyce wysługiwali się Niemcom.
Niektórzy śląscy badacze wskazują ponadto, że również polscy działacze narodowi twierdzili, że są „wiernymi Austriakami” i czcili austriackiego cesarza. Polski ruch narodowy, stojący na fundamencie wierności monarchii Habsburgów, zwalczał ŚPL, przypisując jej powiązania z Prusami. Na łamach swej prasy zarzucał ŚPL, że składa się z „niemieckich brzuchów prusaczych i obrońców narodowości śląskiej”, a jej chlebodawcami są wszechniemcy, którzy dążą do osłabienia Austrii na rzecz Prus. W okresie austriackim, czyli do roku 1918 jedynym politycznym sojusznikiem ŚPL byli, bliscy jej programowo, niemiecko-austriaccy liberałowie (DFP), dla których wszystkie pozostałe partie niemieckie na terenie Austro-Węgier, w tym także wszechniemcy (DNP i DNVP), były polityczną konkurencją.
W polskiej literaturze historycznej wskazuje się, że chociaż większość „ślązakowców” pochodziło z rodzin słowiańskich (głównie z rodzin polskich), czuli się związani z kulturą niemiecką i występowali jako siła antypolska. Z opiniami, że działacze ŚPL wywodzili się z rodzin polskich nie zgadzają się niektórzy śląscy badacze i publicyści, przypominając, że opinie polskich badaczy opierają się na wynikach austriackiego spisu ludności z roku 1910 (lub analogicznych wcześniejszych), w którym wbrew postulatom ŚPL, a na życzenie stronnictw polskich, kategorię „narodowość” zastąpiono kategorią „język potoczny”. Kategoria ta sprawiała spore problemy z kwalifikacją, gdy respondenci odpowiadali: „śląski”, „tutejszy”, „słowiański”, a wskutek nacisku stronnictw polskich nie przewidziano odrębnej grupy narodowościowej: Ślązacy. Najczęściej traktowano to jako „wasserpolnisch” i respondent trafiał do grupy polskiej, chociaż mógł być użytkownikiem dialektu śląsko-morawskiego, których Austriacy uważali za Czechów. W zgodnej opinii socjolingwistów „takie pojmowanie języka oficjalnie zaakceptowano na trzecim Międzynarodowym Kongresie Statystycznym w St. Petersburgu (1872). Z czasem okazało się, że przykładanie miary języka do grup ludzkich nie tyle mierzyło narody, a raczej je tworzyło.”. Również polskiej literaturze zwraca się uwagę na małą wiarygodność postaci statystyk narodowościowych z końca XIX i początku XX wieku ze względu na stosowanie wyróżnika „języka potocznego” zamiast „narodowości”; jednak zdaniem przedstawicieli polskiego ruchu narodowego na Śląsku Cieszyńskim oficjalne dane zaniżały liczbę Polaków.
Analogicznie, do przytoczonej wcześniej opinii niektórych badaczy śląskich, wygląda opinia historyków czeskich i niemieckich, stojących na stanowisku, iż nie można zaliczać do Polaków ludzi, którzy nigdy się za takowych nie uważali, a pytani o narodowość odpowiadali jednoznacznie: śląska. Badacze ci posługują się więc pojęciem „ludność słowiańska”. Podział śląskich Słowian na Polaków i Czechów nie był obecny w austriackich spisach od zawsze. W spisie powszechnym przeprowadzonym w roku 1857 ustalono, iż Śląsk Austriacki zamieszkuje 51% Słowian, 48% Niemców, 1% Żydów. W zgodnej opinii badaczy śląskiej kultury wysokiej, wartościowa literatura śląska do końca XIX w. była w swej masie niemieckojęzyczna. Natomiast etos powstańczy i rycersko-romantyczny, występujący w literaturze polskiej, w opinii Andrzeja Chwalby był dla ówczesnych Ślązaków „dziwaczny i niezrozumiały”.
Od lipca 1910 roku w Cieszynie działało zaplecze Śląskiej Partii Ludowej, czyli Związek Ślązaków (Bund der Schlesier), założony przez jej czołowych działaczy Józefa Kożdonia, Józefa Cichego i Pawła Wanię, pierwotnie pod nazwą Śląski Związek Ludowy „Nasza Ojczyzna” (Schlesischer Volksverband „Unsere Heimat”). W latach 1909–1923 organem prasowym ŚPL był tygodnik Ślązak.

## Postawa w okresie plebiscytowym
Po I wojnie światowej działacze ŚPL mieli nadzieje na uzyskanie niezależności dla Śląska Austriackiego w ramach federacji państw austriackich. Gdy ta koncepcja upadła opowiedzieli się za jego całkowitą niepodległością i prawdopodobnym połączeniem z postulowanym niepodległym państwem górnośląskim. W czasie międzynarodowych rozmów o przyszłości Śląska ŚPL postulowała utworzenie niepodległego państwa, w którego skład miał wchodzić dawny Śląsk austriacki, teren Moraw oddzielający jego dwie części od siebie (okręg Morawskiej Ostrawy i Mistek z Koloradowem), Biała z okolicami – w przyszłości państwo to miało połączyć się z niepodległym państwem Górnego Śląska. Na konferencji wersalskiej „Memoriał w sprawie utworzenia Republiki Śląsk Wschodni – Cieszyn”, sporządzony przez Kożdonia oraz Richtera i Fuldę – liderów Delegacji Niemieckich Partii Śląska Wschodniego, przedstawił bielski radny Robert Piesch, wchodzący w skład delegacji austriackiej. Na miejscu oprócz licznych memoriałów Kożdonia, Komisja otrzymała „Memoriał w sprawie Samostanowienia Kraju Cieszyńskiego”, którego autor, cieszyński ekonomista i teoretyk prawa Edward August Schroeder, popierał i argumentował tam niepodległościowe dążenia ŚPL. Postulat ten znalazł poparcie wśród trzech członków Komisji Międzysojuszniczej: Dubois ze Stanów Zjednoczonych, Tissiego z Włoch i Coulsona z Wielkiej Brytanii, stanowczo jednak zaoponował przedstawiciel Francji Grenard. Kożdoń nie zrażał się i proponował, aby w plebiscycie śląskim dodać trzecią opcję wyboru – niepodległości, jednak i ten postulat nie znalazł poparcia. W efekcie lider ŚPL nawiązał bliskie stosunki z czołowymi politykami czechosłowackimi: prezydentem Masarykiem, premierem Kramarzem i ministrem spraw zagranicznych Beneszem, którzy zapewnili go, że Śląsk w granicach Czechosłowacji zachowa autonomię polityczną, którą posiadał w monarchii Habsburgów, a Ślązacy otrzymają autonomię narodowościową. Wkrótce zjawił się w Paryżu, jako ekspert delegacji czechosłowackiej. Zwalczał tam argumenty etniczne strony polskiej, przekonując aliantów, iż Ślązacy stanowią czwartą odrębną narodowość na tym terenie. Wypowiadał się przeciw planowi podziału Śląska Cieszyńskiego na dziale wodnym pomiędzy Olzą i Wisłą, nie chciał bowiem odstąpić okolic Skoczowa i Strumienia, gdzie miał najwięcej zwolenników. Przekonywał polityków czechosłowackich do forsowania plebiscytu, twierdząc że jego zwolennicy to większość, w tym 9/10 ewangelików. Mimo oficjalnego poparcia dla Czechosłowacji, ŚPL nie zrezygnowała z opcji niepodległości, a jej lider nawiązał bliską współpracę z liderem górnośląskich niepodległościowców Ewaldem Lataczem, kierującym niemal półmilionowym Związkiem Górnoślązaków-Bund der Oberschlesier, któremu udzielił cennych wskazówek politycznych.

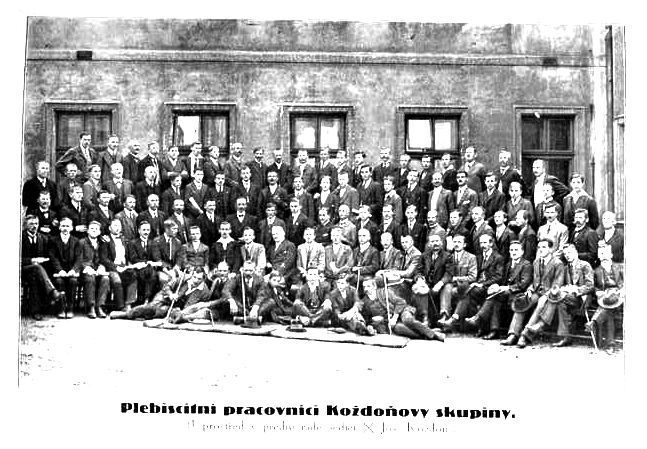
Działacze Komitetu Plebiscytowego Śląskiej Partii Ludowej. Józef Kożdoń został zaznaczony białym znakiem „X”.

W tych burzliwych czasach, gdy ważyły się losy Śląska, tzw. ruchy ślązakowskie przybrały masowy charakter. Śląska Partia Ludowa miała co najmniej kilkanaście tysięcy członków, a Związek Ślązaków urósł do 52 tys. członków. Wówczas powstał Komitet Plebiscytowy Śląskiej Partii Ludowej z siedzibą w Karwinie. W oparciu o struktury Śląskiej Partii Ludowej i Związku Ślązaków-Bund der Schlesier, liderzy tych ugrupowań zorganizowali 139 lokalnych komitetów plebiscytowych ŚPL, w tym w następujących okręgach sądowych: cieszyńskim 43 (na 49 gmin), skoczowskim 28 (na 35 gmin), jabłonkowskim 18 (na 21 gmin), bielskim 12 (na 17 gmin plus miasto wydzielone Bielsko), strumieńskim 10 (na 15 gmin), frysztackim 18 (na 24 gminy) i bogumińskim 10 (we wszystkich gminach). Z inspiracji lidera ŚPL we Frysztacie Franciszek Janku i Paweł Bajtek założyli jeszcze Śląską Partię Socjaldemokratyczną, rekrutującą się z lewicowych zwolenników narodowości śląskiej, głównie z Wisły, Ustronia i Goleszowa, gdzie miała największe grupy terenowe. W organizowaniu jej błyskawicznie rozrastających się struktur brał udział Karol Smyczek – osobisty sekretarz Kożdonia. Całkowitą ówczesną liczebność członków i sympatyków „ruchów ślązakowskich” szacuje się na ok. 100 tys. Zdecydowana większość z nich mieszkała na terenach administrowanych przez Polaków, a tu obowiązywał zakaz kolportażu „Ślązaka”, zaś członkowie tych organizacji (nie tylko na podstawie skarg Kożdonia i czechosłowackiej komisji plebiscytowej do komisji alianckiej, lecz także relacji ówczesnej prasy, i to nie tylko „Ślązaka”, „Nowego Czasu”, czy „Ostschlesiera”, lecz również całego spektrum prasy narodowo-polskiej) byli ofiarami zastraszania, pobić, podpaleń, demolowania ich sklepów, lokali gastronomicznych, czy warsztatów, ataków z użyciem broni palnej i granatów wrzucanych do ich mieszkań. Najbardziej narażeni na terror byli śląscy socjaldemokraci, w związku z czym Kożdoń porozumiał się z Emanuelem Chobotem – liderem Polskiej Partii Socjaldemokratycznej z siedzibą w Morawskiej Ostrawie, rywalizującej z Polską Partią Socjalistyczną z siedzibą w Cieszynie. W efekcie doszło do zjednoczenia ŚPSD i PPSD pod szyldem tej ostatniej. Polskie władze próbowały dokonać również rozłamu w samej Śląskiej Partii Ludowej. Próba wykreowania propolskiego Karola Sikory na lidera partii nie powiodła się, więc siłą zmuszono kilkunastu spośród znaczących działaczy do odbycia partyjnego zjazdu i wykluczenia Kożdonia z organizacji. W tej sytuacji władze w Pradze wycofały się z dążeń do plebiscytu. Nie pomogła wizyta Kożdonia w Pradze i protest do alianckiej Komisji. 15 lipca 1920 roku dokonano podziału Śląska Cieszyńskiego.

## W granicach Polski
Po stronie polskiej, gdzie pozostało około 80% struktur Śląskiej Partii Ludowej i Związku Ślązaków-Bund der Schlesier, działalność stronników Kożdonia została uniemożliwiona na dobre, gdyż „zwolennicy Śląskiej Partii Ludowej i Związku Ślązaków byli poddawani prześladowaniu, rewizjom i aresztowaniom”. W styczniu 1934 roku członkowie Zrzeszenia Pisarzy Regionalnych, wydający „Trybunę Śląską” i Zrzeszenia Kulturalno-Gospodarczego „Silesia” oraz byli działacze Związku Obrony Górnoślązaków Konrad Markiton, Jan Pokrzyk, Paweł Teda, Alfons Pośpiech, Jerzy Jeleń i Waleska Kubistowa reaktywowali w Katowicach działalność Śląskiej Partii Ludowej. Jej reanimatorzy liczyli na połączenie sił dotychczasowych zwolenników Jana Kustosa na „czarnym” Górnym Śląsku i Józefa Kożdonia na Śląsku Cieszyńskim. Śląska Partia Ludowa w Katowicach posiadała dwie rywalizujące ze sobą frakcje. Jednej przewodzili Pokrzyk i Markiton drugiej Jeleń. Brak jednak informacji na temat różnic pomiędzy tymi frakcjami. 15 kwietnia 1934 roku policja skonfiskowała pierwszy numer dwujęzycznego organu prasowego tego ugrupowania „Śląska Straż Ludowa – Schlesische Volkswacht” i opieczętowała jego redakcję. Skutecznie zniechęciło to jej liderów do dalszej działalności.

## Działalność w Czechosłowacji
W 1923 roku nastąpił rozłam w ŚPL – powstały trzy frakcje, jedna proniemiecka (Rudolf Francus, Walter Harbich, Karol Sikora, Arthur Wohrizek, Emmanuel Harbich, Otto Wohlman, Karl Kordula, Hans Peschke), druga zbliżona do mniejszości polskiej (Karol Folwartschny, Gustaw Wałach, Józef Santarius, Adam Broda, Paweł Tomanek), trzecia proczeska (Karol Smyczek, Karol Pawlas, Alfred Farnik). Frakcja proniemiecka startowała w wyborach gminnych i powiatowych w koalicji z mniejszością niemiecką. Frakcja zbliżona do mniejszości polskiej, zawierała koalicje wyborcze z ugrupowaniami polskimi, w czym uczestniczył aktywnie Józef Kożdoń, będący jako przywódca partii spoiwem obydwu frakcji. Frakcja proczeska zdecydowanie odcięła się od Kożdonia, stając się odrębnym ugrupowaniem (Śląskie Stronnictwo Ludowe), ściśle współpracującym z czeską partią Agrariuszy. Organem frakcji polskiej był Nasz Lud. Natomiast „Ślązak w Czechosłowacji” i Nasz Ślązak związane były z opcją czechofilską. Czesi stworzyli też organizację „Jedność czesko-ślązakowska” (Česko-šlonzacka Jednota) – pod wodzą Vladislava Tarantika z Trzanowic, która skutecznie wchłonęła słabe struktury ŚPL w powiecie frydeckim, przyłączając je bezpośrednio do czeskiego obozu politycznego. Liderami Śląskiej Partii Ludowej w okresie międzywojennym w Czechosłowacji byli: Józef Kożdoń, Rudolf Pierniczek, Karol Malina, dr Rudolf Francus, dr Walter Harbich w Czeskim Cieszynie, Ludwik Niedoba i Alojzy Kuchejda w Jabłonkowie, Oswald Bayer w Trzyńcu, Gustaw Wałach w Orłowej, Robert Wallach w Ligotce Kameralnej, Karol Sikora i Jan Pasterny w Szumbarku, Karol Kubik w Łyżbicach, Bruno Kappel w Trzanowicach, Karol Bruck w Sibicy i Józef Pellar w Bystrzycy.
W roku 1927 władze czechosłowackie po raz kolejny pogwałciły zapewnienia dane Ślązakom, postanawiając połączyć czeską część Śląska z Morawami. Natychmiast powstał Komitet Obrony Praw Śląska, pod wodzą burmistrza Opawy Ernsta Franza, który próbował przeciwdziałać wprowadzeniu w życie tej decyzji. Jednym z jego działań był kolportaż niemieckojęzycznej broszury Józefa Kożdonia „Prawo naszej śląskiej ojczyzny do administracyjnej niezależności”, w której przedstawiał on nieracjonalność tej decyzji, opierając się na argumentach historycznych, społecznych i gospodarczych. Przeciwko ustanowieniu połączonego Kraju Śląsko-Morawskiego protestowały jednym głosem Śląska Partia Ludowa, Związek Ślązaków oraz wszystkie organizacje polskie i niemieckie, jednak praskie władze zignorowały te protesty.
W roku 1938 Armia Czechosłowacka zdławiła rebelię Niemców sudeckich na Śląsku Opawskim. W efekcie III Rzesza upomniała się o tereny Czechosłowacji zamieszkane głównie przez ludność niemiecką, a Polska, korzystając z okazji o tzw. Zaolzie (zachodni Śląsk Cieszyński bez powiatu frydeckiego i miasta Ostrawa Śląska). Wówczas mocarstwa alianckie wysłały do Pragi swych przedstawicieli. W tej sytuacji 8 września Śląska Partia Ludowa, jako „reprezentacja narodowości śląskiej” wysłała memoriał do przedstawiciela Wielkiej Brytanii – lorda Waltera Runcimana, w którym przypominała o niedotrzymanej obietnicy plebiscytu w roku 1920. Powołując się na zaistniałe nowe warunki, domagała się od czwórki mocarstw alianckich przeprowadzenia plebiscytu w kwestii neutralizacji spornych terenów. Pismo, do którego dołączono pracę Kurta Witta „Die Teschener Frage”, sygnowali czesko-cieszyński burmistrz Józef Kożdoń (prawdopodobnie autor memoriału), czesko-cieszyński radny powiatowy dr Rudolf Francus, właściciel dóbr w Dolnych Trzanowicach – Bruno Kappel, rolnik i kupiec z Łyżbic – Karol Kubik, zastępca sądowy z Ligotki Kameralnej – Robert Wallach oraz czesko-cieszyński adwokat dr Walter Harbich. Jednak postulat Ślązaków pozostał bez echa. 30 września Polska dokonała aneksji tzw. Zaolzia. 6 października władze zdelegalizowały wszystkie niepolskie organizacje na tym terenie, a więc los niemieckich i czeskich podzieliły też Śląska Partia Ludowa i Związek Ślązaków. Wcześniej pozbawiły, wybranego jednogłośnie przez wszystkich radnych (Ślązaków, Niemców, Polaków i Czechów), lidera ŚPL Józefa Kożdonia, stanowiska burmistrza Czeskiego Cieszyna.
Po agresji III Rzeszy na Polskę, w grudniu 1939 roku naziści zorganizowali policyjny spis ludności, podczas którego 157 tys. mieszkańców Śląska Cieszyńskiego, głównie członków i sympatyków byłych Śląskiej Partii Ludowej i Związku Ślązaków zadeklarowało „narodowość ślązacką” (Slonzaken Volk), a 184 tys. język „ślązacki” (Slonzakisch).

## Aktywność wyborcza
W okresie austriackim ŚPL miała największe poparcie w środkowej części pogranicza powiatów bielskiego i cieszyńskiego; jego centrum stanowił Goleszów oraz gminy Dzięgielów, Kozakowice, Nierodzim, Godziszów, okolice Skoczowa (Wilamowice, Międzyświeć, Harbutowice) oraz okolice Bielska. Były to rodzinne strony przywódcy partii Józefa Kożdonia oraz teren jego najbliższej działalności; dodatkowo pastor zboru ewangelickiego w Goleszowie charakteryzował się antypolską postawą, z kolei podział na ewangelików i katolików na tym terenie znajdował przełożenie w preferencjach wyborczych. Popularnością cieszyła się również w Wiśle oraz Ustroniu i jego okolicach.
W 1909 roku założyciel partii Józef Kożdoń został posłem do Śląskiego Sejmu Krajowego w Opawie z bielsko-strumieńsko-skoczowskiego okręgu wyborczego – dostał więcej głosów niż przywódca polskiego ruchu na Śląsku Cieszyńskim, Józef Londzin. Jak pisała polska „Gwiazdka Cieszyńska”: „Upadek ks. Londzina spowodowali walmani z Ustronia i Wisły, którzy z bardzo małymi wyjątkami, głosowali solidarnie za Kożdoniem.[…] O gminach z większością ewangelicką wcale tu nie wspominamy, bo oprócz kilku szlachetnych jednostek, reszta ludności ewangelickiej znajduje się w obozie Kożdonia. […] Mogliśmy zyskać 2 głosy w Hermanicach, 1 w Pogórzu, 1 w Kowalach, 1 w Zaborzu, 2 w Ochabach, 4 w Pruchnej, 3 w Chybiu, 1 w Landeku, razem 15 głosów […] przy największym wytężeniu mogli sami katolicy pomyślnie wybory przeprowadzić, kiedy ewangelików prawie wszystkich, wciągnął do swego obozu oberlehrer Kożdoń”. W okręgu cieszyńsko-jabłonkowsko-frysztackim zwyciężył zdecydowanie Franciszek Halfar, popierany zarówno przez stronnictwa Polaków, jak i Śląską Partię Ludową, drugi mandat zdobył polski działacz narodowy Jan Michejda, który pokonał kandydata ŚPL – Józefa Cichego, tylko głosami, które od Czechów otrzymał – jak podał związany ideologicznie ze Śląską Partią Ludową tygodnik „Nowy Czas”. Trzeci kandydat ŚPL Edward Quasnitza uzyskał dobry wynik w okręgu frydecko-ostrawsko-bogumińskim, dzięki czemu dotarł do wyborów ścisłych, w których uległ czeskiemu narodowcowi Janowi Poppe – burmistrzowi Ostrawy Śląskiej.
W 1911 roku Śląska Partia Ludowa okazała się najsilniejszym ugrupowaniem na Śląsku Cieszyńskim, obejmując władzę w 39 gminach powiatów ziemskich bielskiego i cieszyńskiego (samodzielnie: Jaworze i Jasienica w powiecie sądowym bielskim, samodzielnie: Bładnice Dolne, Cisownica, Goleszów, Godziszów, Górki Wielkie, Harbutowice, Hermanice, Kozakowice Górne, Kozakowice Dolne, Łączka, Międzyświeć, Nierodzim, Simoradz, Wieszczęta i Wilamowice oraz w koalicji śląsko-niemieckiej: Ustroń (tutaj funkcję burmistrza Ślązacy i Niemcy powierzyli umiarkowanemu Polakowi – Pawłowi Lipowczanowi z PSL) w powiecie sądowym skoczowskim, samodzielnie: Bąków, Drogomyśl, Pruchna, Zaborze, w koalicji śląsko-polskiej: Rudzica w powiecie sądowym strumieńskim (ponadto we Frelichowie, zarządzanym przez Polaków, wójtem został wybrany opozycyjny J. Kajśtura ze Śląskiej Partii Ludowej, podobnie w zarządzanym przez Niemców Chybiu wójtem został opozycyjny J. Krutzina ze ŚPL), samodzielnie: Bażanowice, Błędowice Dolne, Dzięgielów, Gumna, Końska, Leszna Górna, Ligotka Kameralna, Niebory, Puńców, Sibica, Zamarski i Żuków Górny, w koalicji śląsko-polskiej: Szumbark (ponadto wójtem zarządzanych przez Polaków Cierlicka Górnego i Cierlicka Dolnego został Ernest Farnik (jeden wójt na dwie gminy lub dwóch wójtów o tym samym imieniu, nazwisku i przynależności partyjnej) z ramienia Śląskiej Partii Ludowej, a burmistrzem zarządzanego przez Niemców Trzyńca J. Böhm ze ŚPL) w powiecie sądowym cieszyńskim, samodzielnie: Łyżbice, Mosty i Oldrzychowice w powiecie sądowym jabłonkowskim). W miastach, stanowiących stolice powiatów sądowych (Bielsko, Skoczów, Strumień, Cieszyn, Jabłonków) ugrupowania słowiańskie raczej nie startowały, ograniczając się do poparcia, podobnych programowo ugrupowań niemiecko-austriackich (i vice versa na terenach wiejskich), Śląska Partia Ludowa popierała Niemiecką Partię Postępową (DFP), a polski Związek Śląskich Katolików – Niemiecką Chrześcijańską Partię Ludową (DCV), analogicznie socjaliści (polscy, niemieccy i czescy) oraz narodowcy (polscy i czescy) udzielali sobie wzajemnego poparcia. W wyniku zwycięstwa DFP w Skoczowie lider ŚPL zasiadał w skoczowskim Wydziale Gminnym. Również w powiatach ziemskich frysztackim i frydeckim ŚPL ograniczyła się do poparcia list sojuszników, chociaż wiadomo, że jeszcze w roku 1909 władała tu gminą Pietwałd.
W tym samym roku ŚPL wystawiła kandydatów w wyborach do wiedeńskiej Rady Państwa: z okręgów bielskiego i cieszyńskiego kandydował Józef Kożdoń, z frydeckiego Ludwik Schindler. Jednak sam lider ŚPL utracił sporo głosów na rzecz socjalistów (Chobota i Kunickiego), którzy dzięki populizmowi i wypominaniu Kożdoniowi związków ze śląską arystokracją (był przedstawiany jako „kandydat panów”) pokonywali go nawet w większości (23 z 39) gmin rządzonych przez jego partię (chociaż i on zwyciężył w 3 gminach: Gnojnik, Pierściec, Tyra, gdzie ŚPL była w opozycji). Nie bez znaczenia był również fakt wyłączenia z bielskiego okręgu wyborczego 8 gmin (Aleksandrowice, Bystra, Kamienica, Komorowice, Mikuszowice, Międzyrzecze Górne, Stare Bielsko, Wapienica) wokół Bielska, które poparły Kożdonia w wyborach sejmowych, a które w wyborach parlamentarnych przyłączono do jednego z okręgów wyborczych na Śląsku Opawskim. W efekcie mandaty w obydwu okręgach zdobyli kandydaci polskiego obozu narodowego (Londzin i Michejda). Kandydaci ŚPL otrzymali: Józef Kożdoń (łącznie 5166 głosów), w okręgu bielskim 26% głosów, w okręgu cieszyńskim 19% głosów, Ludwik Schindler w okręgu frydeckim 7,5% głosów.
W roku 1925 w pierwszych wyborach parlamentarnych w Czechosłowacji na Śląsku Cieszyńskim ŚPL startowała w koalicji ze Związkiem Ślązaków Katolików, Stronnictwem Ludowym i Polską Socjalistyczną Partią Robotniczą (lider Ślązaków Gustaw Wałach kandydował z trzeciego miejsca, po Leonie Wolfie i Wiesławie Wójciku z PSPR). Hasłem wyborczym polskiej koalicji było głoszone przez ŚPL od początku jej istnienia (i krytykowane w okresie austriackim przez wszystkie polskie ugrupowania) hasło „Śląsk dla Ślązaków”
W roku 1928 wyborach do parlamentu krajowego w Brnie (obejmującego Śląsk i Morawy) ŚPL przyłączyła się ponownie do polskich organizacji (bez PSPR) i frakcji żydowskiej. Listę polsko-żydowską otwierał Gustaw Wałach z ŚPL. Wskutek ordynacji, preferującej wielokrotną przewagę potencjalnego elektoratu morawskiego nad śląskim nie otrzymała ona tym razem żadnego mandatu.
W wyborach parlamentarnych 1929 i 1935 roku oraz krajowych z 1935 roku ślązakowcy popierali polską zjednoczoną listę (w 1929 roku razem z mniejszością żydowską, w 1935 wraz z ludowcami Hlinki i Rusinami). Ściślej w roku 1935 ŚPL poparła kandydata polskiego Karola Jungę startującego z polsko-słowacko-rusińskiej listy Blok Autonomiczny, a tych swoich zwolenników, którzy nie chcieli głosować na Polaka, jej frakcja proniemiecka (a konkretnie Walter Harbich) zachęcała do poparcia listy Sudetendeutsche Partei – Konrada Henleina.
W wyborach komunalnych ŚPL osiągała większe lub mniejsze sukcesy. Posiadała reprezentantów w radzie powiatu czesko-cieszyńskiego (Rudolf Francus, Karol Sikora), powiększającą się ilość radnych (1923 – 5, 1927 – 10, 1931 – 12) i lidera partii (Józef Kożdoń) na stanowisku burmistrza w Czeskim Cieszynie, zarząd gminy Sibica oraz sporą ilość radnych gminnych, startujących w przeróżnych konfiguracjach politycznych (samodzielnie jako ŚPL, frakcja polskojęzyczna osobno, frakcja proniemiecka osobno, w szerokich koalicjach polskich lub niemieckich, w ramach różnych komitetów gminnych, obywatelskich itp.) w poszczególnych gminach tzw. Zaolzia.